# الدراسات الهندو أوروبية
الدراسات الهندو أوروبية هي مجال لغوي متعدد التخصصات لدراسة اللغات الهندو أوروبية، الحالية منها والمنقرضة على حد سواء يهدف المشاركون في هذه الدراسات إلى جمع المعلومات عن اللغة البدائية المفترضة التي تنحدر منها جميع هذه اللغات، وهي لغة يطلق عليها اسم الهندية الأوروبية البدائية، ومتحدثوها، الهندو أوروبيين البدائيين، بما يشمل المجتمع والأساطير المتعلقة بهم. تغطي الدراسات منشأ اللغة وكيفية انتشارها. تعرض المقالة أسماء باحثين ومراكز ومجلات وسلسلة كتب هندو أوروبيين.

## طرق الدراسة
طور نهج المقارنة رسميًا في القرن التاسع عشر وطبقت بدايةً على اللغات الهندية الأوروبية. استدل على وجود الهنديين الأوروبيين البدائيين من خلال علم اللغويات المقارنة منذ عام 1640، في حين أن محاولات إعادة بناء اللغة الهندو أوروبية ترجع إلى عام 1713. إلا أنه بحلول القرن التاسع عشر، لم يجر التوصل بعد إلى توافق في الآراء حول المجموعات الداخلية لعائلة اللغات الهندو أوروبية.
تستخدم طريقة إعادة البناء الداخلي لمقارنة الأنماط ضمن لهجة واحدة، دون مقارنتها باللهجات واللغات الأخرى، وذلك لمحاولة التوصل إلى فهم أولى للنظم التي تعمل ضمن تلك اللغة. استخدمت الطريقة أيضًا لاستنباط معلومات حول المراحل المبكرة للغات الهندية الأوروبية البدائية يمكن الوصول إليها أيضًا باستخدام نهج المقارنة.
يفترض أحيانًا كون اللغات الهندية الأوروبية جزئًا من العائلات اللغوية الكبيرة (العليا) مثل النوستراتية والأوراسية.

## تاريخ

### العمل التمهيدي
أدرك اليونانيون القدماء تغير لغتهم منذ زمن هوميروس (نحو 730 ق‌ م). حدد أرسطو (حوالي 330 سنة قبل الميلاد) أربعة أنواع من التغيير اللغوي: الإدخال والحذف والنقل والاستبدال. في القرن الأول قبل الميلاد، أدرك الرومان التشابه بين اللغتين اليونانية واللاتينية.
في الغرب ما بعد الكلاسيكية، وبسبب تأثير الديانة المسيحية، ضعفت الدراسات اللغوية بسبب المحاولة الساذجة لإرجاع أصل كل اللغات إلى العبرية منذ زمن القديس أوغسطين. صنفت الدراسات السابقة اللغات الأوروبية على أنها جافالية. كان جوزيف اسكاليجيه (1540-1609) أحد أول الباحثين الذين تحدوا فكرة الجذر العبري للغات الأوروبية. ميز اسكاليجيه بين اللغات اليونانية والجرمانية والرومانسية والسلافية بمقارنة كلمة «الرب» بين اللغات الأوروبية المختلفة. في عام 1710، طبق غوتفريد لايبنتس فرضيات التدرجية والوتيرة الواحدة على اللغويات ضمن مقال قصير. مثل اسكاليجيه، رفض فكرة الأصل العبري للغات، إضافة إلى رفضه فكرة وجود مجموعات لغوية غير مترابطة واعتبر وجود أصل واحد لها جميعًا.
نحو القرن الثاني عشر، عرفت أوجه التشابه بين اللغات الأوروبية. في أيسلندا، لاحظ الباحثون التشابه بين الأيسلندية والإنجليزية. زعم جيرالد ويلش أن اللغات الويلزية والكورنيشية والبريتونية تعود جميعها لأصل مشترك. أجرى جورج بيوكانان دراسة حول اللغات الكلتية الجزيرية في القرن السادس عشر، وكان إدوارد لويد أول من أجرى دراسة ميدانية نحو العام 1700. نشر عمله في سنة 1707، بعد ترجمة دراسة أجراها بول إيف بزرون حول البريتونية.
بدأ نشر قواعد اللغات الأوروبية غير اللاتينية واليونانية الكلاسيكية في نهاية القرن الخامس عشر. سمح ذلك بإجراء مقارنة بين مختلف اللغات.
في القرن السادس عشر، أدرك المسافرون إلى الهند أوجه الشبه بين اللغات الهندية والأوروبية. مثلًا، تحدث فيليبو ساسيتي عن تشابهات بارزة بين السنسكريتية والإيطالية.

### أولى الدراسات الهندو أوروبية
في مقالة نشرها سنة 1647، اقترح ماركوس زوريوس فان بوكسورن وجود لغة مشتركة بدائية دعاها «السكوثية». ضم اللغات المتحدرة منها الهولندية، والألمانية، واللاتينية، واليونانية، والفارسية في عمله المنشور بعد وفاته «أوريجينوم غاليكاروم ليبر» إلى مجموعة اللغات التي ضمها سنة 1645، السلافية والسلتية والبلطيقية. يناقش المقال الذي نشر في عام 1647 بدايةً القضايا المنهجية في تعيين اللغات حسب المجموعات الجينية. إذ إنه لاحظ مثلًا أنه يجب إزالة الكلمات الدخيلة من ضمن الدراسات المقارنة، وشدد على اعتبار النظم الشكلية والشذوذات اللغوية دليلًا على التشابه. قبل ذلك ببضع سنوات، استخدم الطبيب السيليزي يوهان إلخمان (1601/1602-1639) تعبير «من أصل مشترك» في دراسة نشرت بعد وفاته سنة 1640. ربط اللغات الأوروبية باللغات الهندية الإيرانية (التي تضم السنسكريتية).
استمرت فكرة كون العبرية اللغة الأصل في التقدم لبعض الوقت: إذ نشر بيار بيزنيه (1648-1705) سنة 1674 كتابًا ترجم إلى الإنجليزية في السنة التالية بعنوان: مقال فلسفي لإعادة توحيد اللغات، أو، فن معرفة الكل بإتقان الواحد.
اقترح لايبنتز ليبنيز سنة 1710 مفهوم يعدى بالمجموعة اللغوية الجافالية، تألفت من مجموعة من اللغات تعرف الآن باسم الهندو أوروبية، وقارنها بما يدعى اللغات الآرامية (المعروفة اليوم عمومًا بالسامية).
اقترح ويليام وتون سنة 1713 مفهوم إعادة بناء لغة بدائية هندو أوروبية، في حين أظهر ترابط اللغات الأيسلندية («التوتونية») واللغات الرومانسية واليونانية.
في عام 1741، نشر غوتفريد هينسل (1687-1767) خريطة لغوية للعالم في عمله «ملخص فقه اللغات». إلا أنه كان لا يزال معتقدًا برجوع أصل كافة اللغات إلى العبرية.

قارن ميخائيل لومونوسوف الأرقام وغيرها من السمات اللغوية بلغات مختلفة في العالم، بما فيها السلافية، والبلطيقية («الكورلاندية»)، والإيرانية («الميدية»)، والفنلندية، والصينية، ولغة خوي خوي («هوتينتوت») وغيرها. شدد على قدم المراحل اللغوية المتاحة لنهج المقارنة في مسودة «قواعد اللغة الروسية» التي نشرها سنة 1755.
تخيل المدى الزمني الفاصل بين هذه اللغات! انفصلت البولندية والروسية منذ وقت طويل! الآن فكروا كم مضى من الوقت على الكورلاندية! اللغات اللاتينية، اليونانية، الألمانية، والروسية! أوه، يا للقدم!
أرسل غاستون - لوران كوردو (1691-1779) مذكرة إلى الأكاديمية الفرنسية للنقوش والآداب الجميلة سنة 1767 أظهر فيها التشابه بين اللغات السنسكريتية واللاتينية واليونانية والألمانية والروسية.

رغم ما تقدم، غالبًا ما يعزى اكتشاف العلاقة الجينية لكامل أسرة اللغات الهندية الأوروبية إلى السير وليم جونز، قاضٍ بريطاني في الهند، ضمن محاضرة كتبها سنة 1786 (نشرت سنة 1788) قال فيها:
اللغة السنسكريتية، برغم قدمها، لها بنية رائعة؛ أكثر كمالًا من اليونانية، وأكثر تنوعا من اللاتينية، وأكثر دقة من أي منهما، ومع ذلك تربطها بهم علاقة أقوى، سواء في جذور الأفعال أو أشكال القواعد، ما كان لينتج عن مثيل الصدفة؛ علاقة قوية بالفعل، بحيث لا يمكن لعالم لغوي دراسة ثلاثتهم دون الوصول لاعتقاد وجود أصل مشترك لهم ربما لم يعد موجودًا.
في عمله لعام 1786، اللغة السنسكريتية، افترض جونز وجود لغة بدائية تضم ستة أفرع: السنسكريتية (الهندو آرية)، والفارسية (الإيرانية)، واليونانية، واللاتينية، والجرمانية، والسلتية. كان عمله أقل دقة من أسلافه من نواح عديدة، إذ ضم خطًا اللغات المصرية، واليابانية، والصينية ضمن عائلة اللغات الهندو أوروبية، مع إغفال الهندية.
في سنة 1814، أبدى الشاب الدنماركي راسموس كريستيان راسك في نقاش حول التاريخ الأيسلندي، أفضى فيه إلى أن اللغات الجرمانية (حسب وصفه) تعود للعائلة اللغوية نفسها التي تضم اليونانية، واللاتينية، والسلافية، والليتوانية. غامره الشك حيال الأيرلندية القديمة، ثم استنتج في نهاية المطاف عدم انتمائها إلى الأخريات (غير رأيه لاحقًا)، رأى بعدها أن الفنلندية والهنغارية تربطهما صلة قرابة واحدة، ولكنهما ينتميان إلى عائلة لغوية مختلفة، وأن اللغة الغرينلاندية تمثل عائلة ثالثة. لم يكن على دراية بالسنسكريتية وقتئذ. إلا أنه تعلم السنسكريتية لاحقًا، ونشر بعض أقدم الأعمال الغربية حول اللغات الإيرانية القديمة.
كان أوغست شلايشر أول باحث يؤلف نصًا بدائيًا معاد بناؤه في المصدر المشترك المنقرض الذي تنبأ به فان بوكسورن وغيره من العلماء اللاحقين.  تمثل اللغة الهندو أوروبية البدائية، بحكم التعريف، اللغة المشتركة للهنديين الأوروبيين البدائيين. تبلغ هذه المرحلة المبكرة ذروتها في كتاب «القواعد المقارنة» الذي وضعه فرانز بوب سنة 1833.